# ユルンヤコブ・ティム
ユルンヤコブ・ティム（Jurnjakob Timm, 1949年 -）は、ドイツのチェロ奏者。
1973年からライプツィヒ・ゲヴァントハウス管弦楽団の首席チェリストを務め、ライプツィヒ・ゲヴァントハウス管弦楽団がクルト・マズアに率いられていた頃には、ライプツィヒ・ゲヴァントハウス管弦楽団のソリストとして世界各地で演奏した。
ソリストとしてだけでなく、室内楽でも50枚以上のCD録音に関わっている。1988年からしばらくライプツィヒ音楽大学教授を務めた。芸風については、新潟中央高校音楽科非常勤講師の遠藤吉比古によれば「ティムさんのソロの力量がすばらしい。人間の声にいちばん近いというチェロの響きに魅了される」とのことである。